# جایزه فیلم فیر برای بهترین طراحی صحنه و لباس
جایزه فیلم فایر برای بهترین طراحی لباس توسط مجله فیلم فایر به عنوان بخشی از جایزه سالانه فیلم فایر در فیلم‌های هندی اعطا می‌شود. دولی آلووالیا دارای رکورد کسب حداکثر ۳ جایزه است.

## برندگان
| سال  | فیلم سینما                  | طراح                    |
| ---- | --------------------------- | ----------------------- |
| ۲۰۲۳ | گانگوبای کاتیاوادی          | شیتال شارما             |
| ۲۰۲۲ | سردار اودهم                 | ویرا کاپور EE           |
| ۲۰۲۱ | گولابو سیتابو               | ویرا کاپور EE           |
| ۲۰۲۰ | سونچیریا                    | نیدی گمبیر، دیویا گمبیر |
| ۲۰۱۹ | مانتو                       | شیتال شارما             |
| ۲۰۱۸ | مرگ در گونج                 | روهیت چاتورودی          |
| ۲۰۱۷ | اودتا پنجاب                 | پایال سالوجا            |
| ۲۰۱۶ | باجیرائو مستانی             | آنجو مودی، ماکسیما باسو |
| ۲۰۱۵ | حیدر                        | دالی اهلوالیا           |
| ۲۰۱۴ | بهاگ میلخا بهاگ             | دالی اهلوالیا           |
| ۲۰۱۳ | شانگهای                     | مانسی نات، روشی شارما   |
| ۲۰۱۲ | عکس کثیف                    | نیاریکا خان             |
| ۲۰۱۱ | دونی چهار                   | وارشا شیلپا             |
| ۲۰۱۰ | فراق                        | وایشالی منون            |
| ۲۰۰۹ | اوه خوش شانس! اوی خوش شانس! | مانسی نات، روشی شارما   |
| ۲۰۰۸ | گاندی، پدر من               | سوجاتا شارما            |
| ۲۰۰۷ | اومکارا                     | دالی اهلوالیا           |
| ۱۹۹۵ | رنجیلا                      | مانیش مالهوترا          |